# David Gerrold
David Gerrold, pseudonimo di Jerrold David Friedman (Chicago, 24 gennaio 1944), è uno scrittore di fantascienza statunitense, più volte vincitore del Premio Nebula e Premio Hugo.

## Biografia

### Esordi
La carriera di Jerrold David Friedman - questo il suo vero nome - ha inizio nel 1966 quando, studente al college, propone una serie di storie per la serie televisiva Star Trek. Tra queste la produzione sceglie e gira l'episodio Animaletti pericolosi (The Trouble with Tribbles - andato in onda anche con il titolo Triboli per i tribli), che divenne uno dei più popolari della serie originale di Star Trek.
Gerrold continua quindi a scrivere per la televisione, lavorando ad altre serie di fantascienza quali Babylon 5, I viaggiatori (Sliders) e Ai confini della realtà (The Twilight Zone). Scrive diversi romanzi di fantascienza tra i quali The Man Who Folded Himself (1973) e La macchina di D.I.O. (When HARLIE Was One) (1972), nel quale con lungimiranza parla dei virus informatici e per il quale riceve la prima candidatura quale miglior romanzo sia al premio Nebula sia al premio Hugo. Quest'ultimo romanzo viene rivisto nel 1988 con il titolo When HARLIE Was One, Release 2.0 nel quale si ragiona sui nuovi sviluppi dell'intelligenza artificiale.

### La guerra contro gli Chtorr
Gerrold è l'autore della serie de La guerra contro gli Chtorr (The War Against the Chtorr), nella quale si parla di un'invasione della Terra da parte di misteriosi alieni. Se in prima battuta pare una storia d'invasione basata sul cliché classico degli orripilanti alieni, i famigerati Chtorrian, che divorano gli esseri umani, sin dalle prime pagine si comprende come l'ovvietà scompaia. L'invasione descritta da Gerrold è strana, insolita, incomprensibile e misteriosa. Gli invasori apparentemente non usano tecnologie avanzate, non dispongono di astronavi o di strane armi a raggi. Approdano sul pianeta insinuando un'intera piramide ecologica. Questa è costituita da migliaia di specie vegetali e animali aggressive che minacciano l'ecosistema terrestre per trasformare la superficie del pianeta in qualcos'altro, in qualcosa di alieno.
Gerrold narra le vicende dal punto di vista di Jim McCarthy, un giovane biologo entrato quasi per caso nelle Forze Speciali di élite dell'esercito americano impegnate nel tentativo di contenimento dell'invasione. Questo espediente gli permette di sviluppare la storia senza dover specificare da dove provengano gli alieni, come questi siano giunti sulla Terra, se questi siano l'avanguardia di una particolare specie intelligente e riesce ad esprimere il concetto secondo il quale chi combatte non ha mai chiara la visione d'insieme ed ignora totalmente quello che avviene in altre parti dello scacchiere di guerra.
Nel ciclo Gerrold fa riferimento ideale alle opere di Robert A. Heinlein, del quale cita alcuni concetti: il primo prevede come il potere debba essere esclusivamente nelle mani dei militari, gli unici degni di fiducia. Gli altri umani sono solo una massa di "infingardi, smidollati voltagabbana". Il secondo concetto è che l'universo coincide unicamente con gli Stati Uniti, tanto da far scivolare in secondo piano o non menzionare affatto l'effetto dell'invasione chtorran sulle altre nazioni.
Gli Chtorran possono anche essere letti come la metafora di un altro nemico, descritto attraverso un simbolismo molto USA: gli alieni sono rossi, vivono in grandi "comuni" nei quali il singolo individuo scompare e "mangiano i bambini". Nello stesso tempo Gerrold, delinea atmosfere che ricordano le sindromi da accerchiamento maccartiste, tanto da far condividere il cognome del protagonista con quello dell'omonimo senatore degli anni '50.
Un terzo concetto vuole che l'addestramento militare sia psicologico/filosofico prima che tecnico. Usa l'espediente del Mode Training, presentato come se si trattasse di un'alternativa a Scientology di Ron Hubbard, costituito da una serie di indottrinamenti e frutto di un mix di filosofie orientali e di norme comportamentali tipiche dei Marines.

### Star Wolf
L'universo Trek esercita un fascino su Gerrold tale da portarlo a rielaborarne i concetti base per esprimerli, a partire dal 1972, in un ciclo di tre romanzi. Nel romanzo L'ombra dell'astronave (Yesterday's children) vengono descritti i concetti fondamentali del successivo Il viaggio dello Star Wolf (The voyage of the Star Wolf) e de Le ultime ore di Shaleen (The Middle of Nowhere). Questi testi condividono i protagonisti quali il comandante Jonathan T. Korie — le cui iniziali sono una citazione di James T. Kirk, protagonista di Star Trek —, il capo macchine Leen, il navigatore Jonesy.
Rispetto al mondo di Star Trek con questo ciclo Gerrold introduce diverse novità. Grazie all'espediente tecnologico delle navi con propulsione a singolarità, è possibile esplorare l'aspetto tattico e strategico di una guerra combattuta con tattiche inedite per la space opera. Il motore a singolarità genera un microscopico buco nero che consente all'astronave di attivare una condizione fisica detta iperstato grazie alla quale sono garantite velocità superiori a quella della luce. Tuttavia, quando una nave si trova in iperstato, poiché la luce non può raggiungerla, diventa virtualmente cieca ed invisibile, facendola sembrare impossibile da colpire; l'unica cosa che una nave in iperstato può 'vedere' è il campo iperstatico generato da un'altra singolarità.
Per colpire un avversario sarebbe sufficiente sfiorarlo con una seconda bolla iperstatica generata da un siluro, ma per poterlo fare un'astronave deve spegnere i motori, uscire dall'iperstato, lanciare e riportarsi in iperstato. Costringendo le astronavi in questa serie di regole fisiche, Gerrold, esplora una tattica bellica simile ad una partita a scacchi mentale, dove vince non tanto la nave meglio armata o più potente, ma quella che ha il comandante più astuto e scaltro, capace di cogliere gli errori dell'avversario ed in grado di prevedere mosse e contro-mosse, finte e inganni del nemico.

### Altre opere
Gerrold nel 2001 redige il saggio Worlds of Wonder: How to Write Science Fiction & Fantasy.
In Il bambino marziano (The Martian Child, 1994) una novella semi autobiografica, descrive l'esperienza di genitore adottivo. Il romanzo, da cui è stato tratto il film Martian Child - Un bambino da amare (Martian Child, 2007) ha vinto i premi Hugo, Nebula e Locus.
Nel 2000 la sua lunga ammirazione per le opere di Robert A. Heinlein lo porta a scrivere la serie The Dingilliad nella quale segue la storia di un adolescente e della sua famiglia mentre provano a iniziare una nuova vita. Anche se non necessariamente canonico, si trovano molti spunti che legano questa serie alla Guerra contro gli Chtorr, soprattutto nelle malattie e nell'apparizione di enormi vermi  viola.
Nel 2005 vince il Telluride Tech Festival Award of Technology a Telluride, Colorado.

## Opere

### CicloLa guerra contro gli Chtorr
1. 1983 - La guerra contro gli Chtorr (A Matter for Men), Altri Mondi (Arnoldo Mondadori Editore 1990); Urania n. 1194 (Mondadori 1992)
2. 1984 - Il ritorno degli Chtorr (A Day for Damnation), Altri Mondi (Mondadori 1992); Urania n. 1218 (Mondadori 1993)
3. 1987 - Il giorno della vendetta (A Rage for Revenge), Altri Mondi (Mondadori 1992); Urania nn. 1244-1245 (Mondadori 1994)
4. 1991 - L'anno del massacro (A Season for Slaughter), Altri Mondi (Mondadori 1993) Urania Argento n. 7 (Mondadori 1995)

### CicloThe Dingilliad
1. 2000 - Ascensore per la Luna (Jumping Off the Planet), Urania n. 1439 (Arnoldo Mondadori Editore 2002)
2. 2001 - Prima fermata: Luna (Bouncing Off the Moon), Urania n. 1459 (Arnoldo Mondadori Editore 2003)
3. 2002 - Leaping to the Stars

### CicloStar Wolf
1. 1972 - L'ombra dell'astronave (Yesterday's Children, o Star Hunt), Urania n. 907 (Arnoldo Mondadori Editore 1981)
2. 1991 - Il viaggio dello Star Wolf (The Voyage of the Star Wolf), Urania n. 1182 (Arnoldo Mondadori Editore 1992)
3. 1995 - Le ultime ore di Shaleen (The Middle of Nowhere), Urania n. 1310 (Arnoldo Mondadori Editore 1997)
4. 2004 - Blood and Fire

### CicloTrackers
1. 1993 - Sotto l'Occhio di Dio (Under the Eye of God), in I Custodi del Tempo, Biblioteca di Nova SF n. 41 (Elara 2012)
2. 1994 - Raduno di giustizia (Covenant of Justice), in I Custodi del Tempo, Biblioteca di Nova SF n. 41 (Elara 2012)

### Altri romanzi
- 1971 - Pianeta stregato (The Flying Sorcerers) - con Larry Niven), Urania n. 1339 (Arnoldo Mondadori Editore 1998)
- 1972 - Ricerca nel Cosmo (The Space Skimmer), Cosmo Argento n. 46 (Editrice Nord 1975)
- 1972 - La macchina di D.I.O. (When Harlie Was One), Sigma n. 2 (Moizzi 1975)
- 1973 - Battle for the Planet of the Apes - romanzamento del film Anno 2670 ultimo atto
- 1973 - The Man Who Folded Himself
- 1977 - Moonstar Odyssey
- 1978 - Superbestia (Deathbeast), Urania n. 813 (Arnoldo Mondadori Editore 1979)
- 1980 - Vortice galattico (The Galactic Whirlpool), Star Trek n. 15 (Garden Editoriale 1989); Economica Tascabile n. 123 Fanucci

### Racconti
- Triboli coi Tribli (Troubles with Tribbles, 1968), raccolto in Star Trek: la pista delle stelle n. 3, Mondadori, 1978
- Pomeriggio con un autobus morto (Afternoon with a Dead Bus, 1971), raccolto in Protostars, Fantapocket n. 11, Longanesi, 1977
- I signori della nuvola (The Could Minders, 1972), raccolto in Star Trek: la pista delle stelle n. 6, Mondadori, 1978
- Inferno (Hell Hole, 1979), raccolto in Rivista di Isaac Asimov. Avventure Spaziali e Fantasy n. 4, Siad, 1980
- Rex (Rex, 1993), raccolto in Dinosauri a Manhattan, Bompiani 1993
- Il bambino marziano (The Martian Child, 1994), raccolto in Grandi Opere Nord n. 33, Editrice Nord, 1999

## Filmografia parziale

### Sceneggiatore
- Ai confini della realtà (The Twilight Zone) - serie TV, 1 episodio (1986)